# IRIS-Reparaturcode
IRIS (International Repair Information System) ist ein von Digitaleurope spezifizierter, internationaler Standard für die strukturierte Erfassung und Dokumentation von Fehlersymptomen, -Zuständen und durchgeführten Reparaturen von meist elektrischen Geräten. 

## Geschichte
- Das aktuell gültige europäische Format wurde 1986 von der Firma Sony entwickelt.
- 1989 wurde das Format zwischen Sony Europa und Sony Japan (dort unter dem Namen ISIS) standardisiert, während Sony America eine einfachere Variante benutzte.
- Namhafte Hersteller in Großbritannien verwendeten seit 1992 IRIS als Standard.
- Ein japanisches Herstellerkomitee, bestehend aus Hitachi, JVC, Matsushita, Mitsubishi, Sanyo, Sharp, Sony und Toshiba, beschloss 1993 das Sony ISIS Format für die Datenerhebung aus Übersee zu verwenden.
- 1994 beschlossen auch FIAR in den Niederlanden und Simavelec in Frankreich, den IRIS einzuführen.
- Ende 1994 begann die EACEM (European Association for Consumer Electronics Manufacturers[1]) durch das EASSC (European After-Sales Service Committee[2]), IRIS europaweit als Standardformat für Reparatur- und Garantieabwicklung einzuführen.
- Eine offizielle Empfehlung wurde 1995 herausgegeben.

Seitdem ist der IRIS-Code der De-facto-Standard für die Reparatur- und Garantieabwicklung bei „brauner Ware“.

## Hintergrund
Die durch die Globalisierung bedingte Trennung von Hersteller- und Wartungsfirmen erfordert einen standardisierten Datenaustausch, um ständige Rückmeldung aus den Reparatur- und Servicezentren an den Hersteller zu ermöglichen. Die IRIS-Codierung umfasst Fehlersymptome und -Zustände, defekte Baugruppen sowie die vom Wartungstechniker durchgeführten Reparaturen. Da der Standard in Form einer Codetabelle vorliegt, kann der Techniker die entsprechenden Codes anhand der in seiner Sprache formulierten Beschreibungen aussuchen.
Durch die strukturierte Erfassung können bekannte Fehler schneller gefunden werden, da durch die Erfassung automatisch ein Katalog möglicher Fehler und Vorschläge zu deren Behebung erstellt wird.
Außerdem wird die Kommunikation zwischen Hersteller und Wartungsfirma erleichtert, da die Sprache als Barriere quasi wegfällt.